# Temporada de ciclones en la región australiana de 2007-08

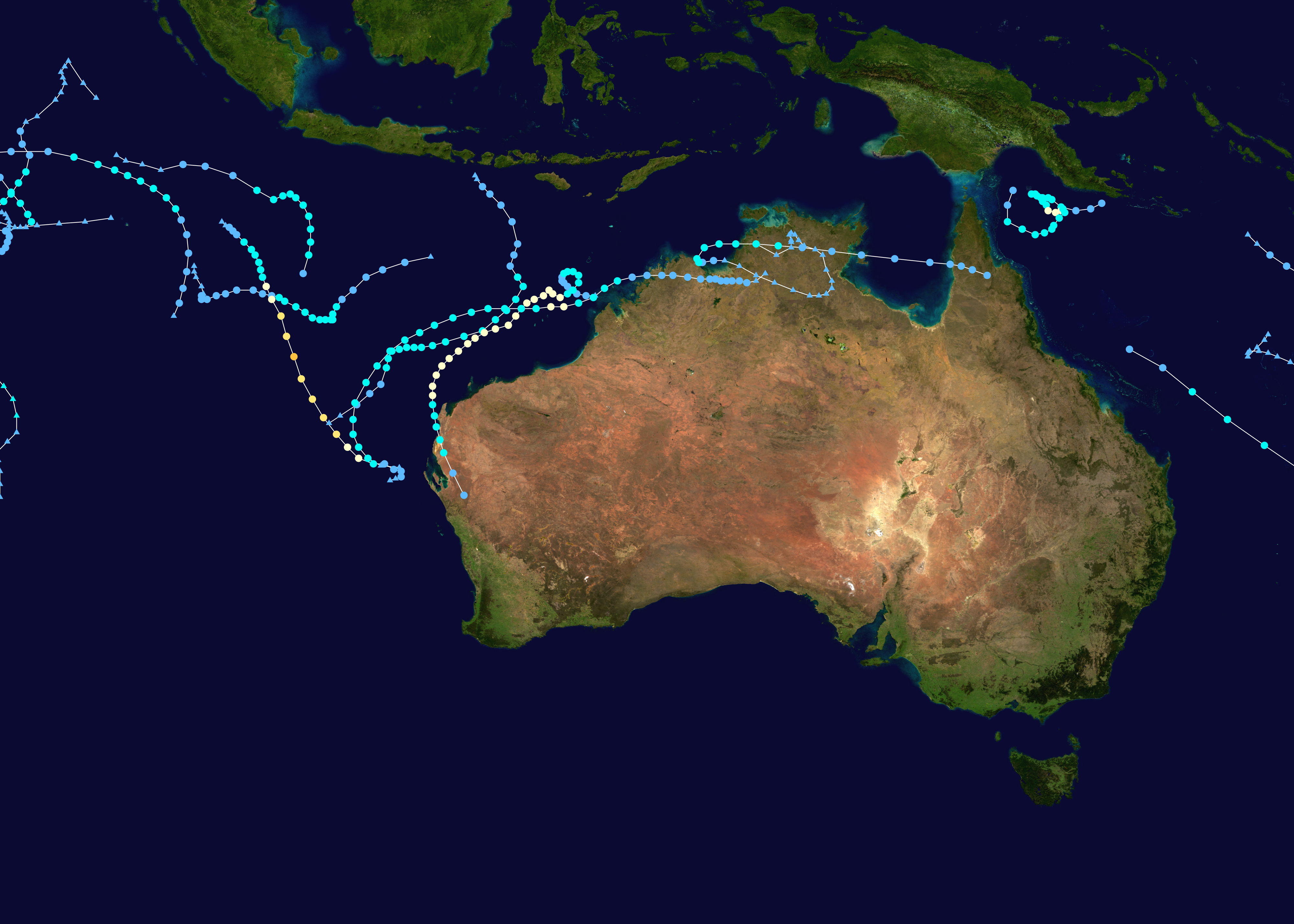
Mapa de las trayectorias de los ciclones tropicales de la temporada de ciclones 2007-08 en la región australiana.

La Temporada de ciclones en la región australiana de 2007–2008 inició muy temprano tras haber tenido el primer ciclón tropical el 27 de julio del primer ciclón tropical, en la cual al principio no era considerado como ciclón, pero luego de ciertos análisis determinaron que se trataba de un ciclón. Esta fue la segunda vez que un ciclón tropical se había formado en el mes de julio. El otro fue el ciclón Lindsay de la temporada 1996-1997. El siguiente ciclón en formarse fue el ciclón Guba el 13 de noviembre, luego de que el TCWC de Port Moresby le asignara el nombre de Guba el 14 de noviembre y fue la primera tormenta en formarse dentro de la zona de monitoreo del TCWC de Port Moresby desde el Ciclón Epi en junio de 2003. Guba fue también el primer ciclón en formarse en la región de Queensland, en el mes de noviembre desde 1977.
El ciclón tropical Lee también se formó el 13 de noviembre y fue nombrado por el TCWC Perth el 14 de noviembre tras desplazarse al área del RSMC La Reunión por lo que cambió de nombre a Ariel. El siguiente ciclón en formarse dentro de la región australiana fue Melanie que se formó el 27 de diciembre y fue nombrado el 28 de diciembre por TCWC Perth. Melanie fue la primera tormenta de la temporada de ciclones en el que se exigió que se emitiera avisos y advertencias para la costa Pilbara, sin embargo, la tormenta se había debilitado en una zona de baja presión antes de llegar a tierra.
El ciclón tropical Helen fue el primer ciclón tropical en formarse en el 2008 en el hemisferio sur al haberse formado en el área de monitoreo del TCWC Darwin y fue la primera vez que Darwin había experimentado un ciclón tropical desde el ciclón Gretel en la temporada 1984-1985. Cyclone Nicholas made landfall north of Carnarvon on February 20 as a category one cyclone. Cyclone Ophelia actually formed in TCWC Darwin’s area of responsibility but had moved into TCWC Perth’s area when it was named. Tropical Cyclone Pancho formed on March 23rd south of Christmas Island and was named by TCWC Perth on March 25th and reached Category 4 status with winds of 95 Knots.
In April 2008 Tropical Cyclones Rosie & Durga were the first ever Tropical Depressions to be monitored within TCWC Jakarta’s area of responsibility and Durga was also the first storm to reach Tropical cyclone status and named whilst being monitored by TCWC Jakarta. Durga was also the last storm of the season which officially ended on April 30. This Season also had no Tropical Cyclones which were above category three on the Saffir-Simpson Hurricane Scale, which was the first time this happened on record.